# Distrito electoral local 6 de Morelos
El VI Distrito Electoral Local de Morelos es uno de los 12 distritos electorales locales del estado de Morelos para la elección de diputados locales. Su cabecera es la ciudad de Jiutepec.

## Historia

### Jiutepec como cabecera distrital

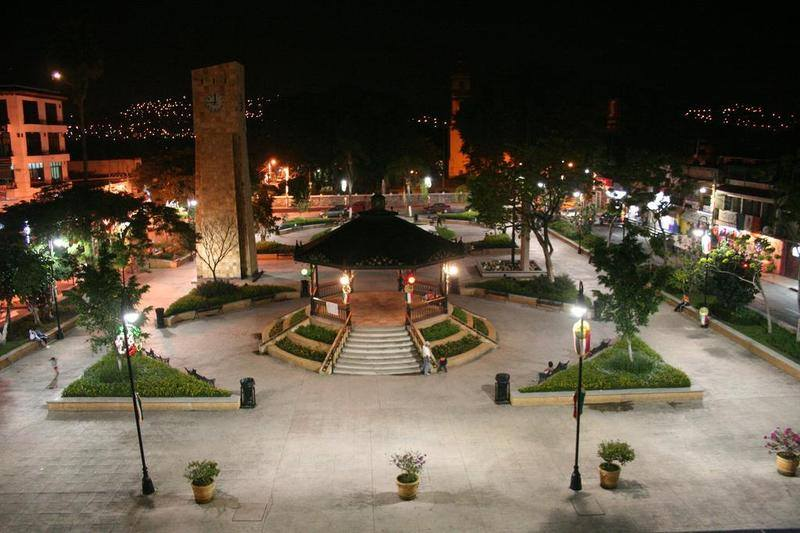
Jiutepec sede del consejo distrital.

De 1869 a 1994 Jiutepec no era cabecera distrital. De 1994 a 1997, existieron quince distritos del Congreso del Estado de Morelos siendo Jiutepec el V Distrito. De 1997 a 2018, existieron dieciocho distritos siendo Jiutepec dividido en los distritos VI y VII.
El 29 de agosto de 2017 el Consejo General del Instituto Nacional Electoral (INE) aprobó los distritos electorales uninominales locales y sus respectivas cabeceras distritales de Morelos, que entraron en vigor para las elecciones estatales de Morelos de 2018. Con esta reforma, después de un siglo, Jiutepec vuelve a ser cabecera distrital, ahora del III Distrito.

## Demarcación territorial
Este distrito está integrado totalmente por un municipio, que es el siguiente:
- Jiutepec, integrado por 56 secciones electorales.

## Diputados por el distrito
- LIV Legislatura (2018-2021)
  - Ariadna Barrera Vázquez (MORENA).[4]
- LV Legislatura (2021-2024)
  - Ariadna Barrera Vázquez (MORENA).[5]